# Antiklerikalisme

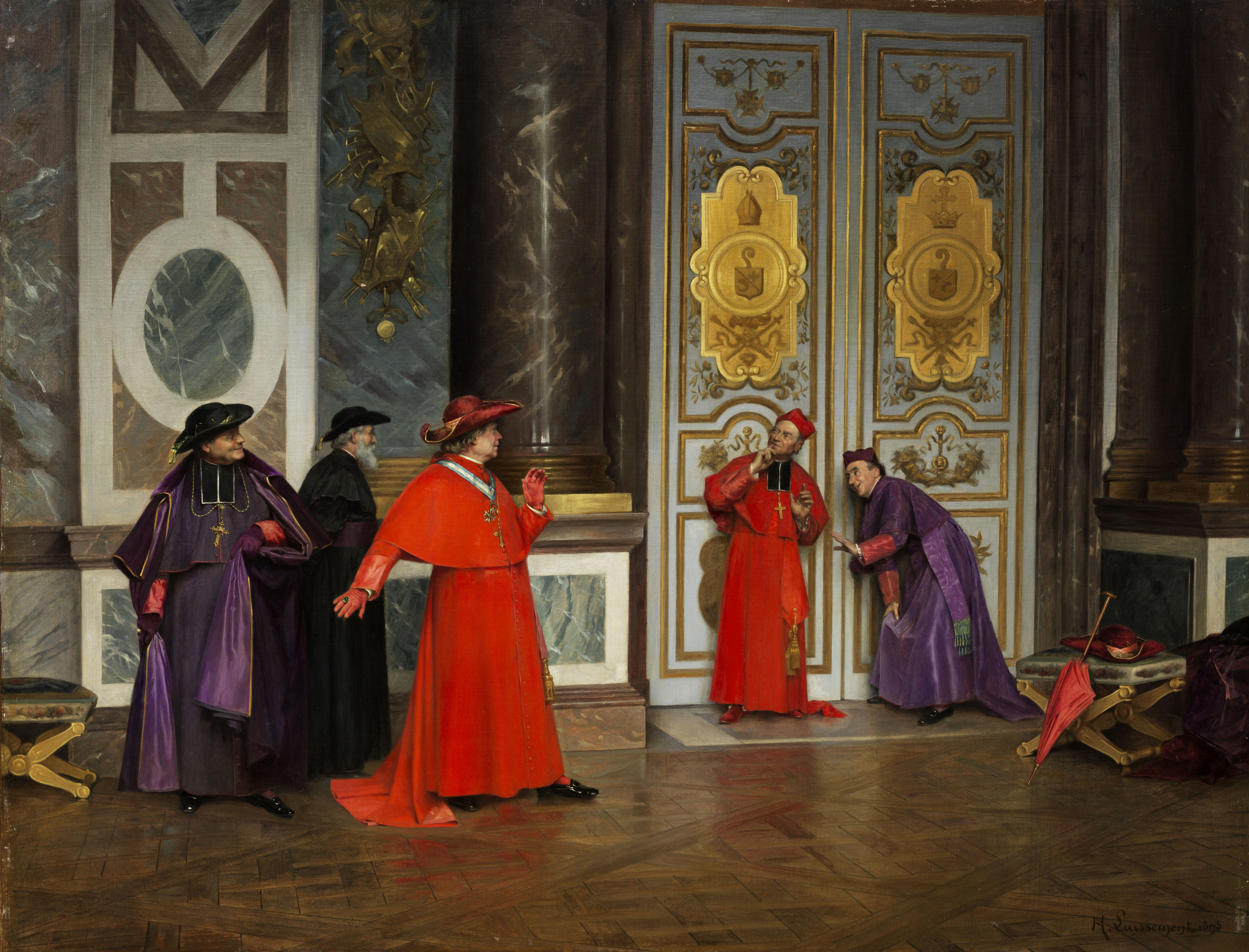
Luistervinkende kardinalen (door Henri Adolphe Laissement)

Antiklerikalisme is de stroming die zich keert tegen het klerikalisme: de invloed of de machtspositie van de geestelijkheid of clerus op het vlak van het openbaar leven, het onderwijs of de politiek. Het antiklerikalisme was vooral een Europees verschijnsel, dat met name in het 19e-eeuwse Frankrijk sterk optrad. Het steunde er op het libertinisme van de 17e en 18e eeuw.
Hoewel de term in principe toepasbaar is op alle religies, spreekt men vooral van antiklerikalisme in landen waar de Katholieke Kerk een grote invloed had. Soms gaat het ook om een bepaald aspect van de handelwijze van katholieke priesters die afgekeurd wordt door de antiklerikalen. Gewoonlijk streeft het antiklerikalisme een scheiding van kerk en staat na, en kan het beschouwd worden als een vorm of zelfs synoniem van secularisme.
Hoewel antiklerikalen niet noodzakelijk ongodsdienstig of atheïst zijn, leidt antiklerikalisme op termijn vaak tot geloofsafval van de dominerende kerk of godsdienst. Antiklerikalen worden vooral gevonden in liberale en socialistische kringen. In radicalere vormen kan antiklerikalisme in botsing komen met godsdienstvrijheid en de vorm van godsdienstvervolging aannemen.

## Antiklerikalisme in de geschiedenis
Hoewel de term antiklerikalisme uit de 19e eeuw stamt, zijn er oudere vormen van te vinden.
In de middeleeuwen probeerden vorsten vaak de invloed en de privileges van de geestelijken te beperken. Ook in bredere kringen werd die invloed vaak gehekeld en bespot. Keizer Frederik II stelde openlijk de invloed van de paus in wereldlijke zaken in vraag.
De protestantse Reformatie was voor een deel een reactie op de invloed en rijkdom van de katholieke geestelijkheid. Ze leidde in protestantse landen tot de opheffing van kloosters en het verdwijnen van geestelijkheid als een afzonderlijke stand.
In de 17e en vooral de 18e eeuw traden sommige katholieke staten, zoals Frankrijk en Oostenrijk, op om de clerus onder hun gezag te brengen. Dit gebeurde deels onder invloed van de Verlichting. De invloed van de paus in interne kerkelijke aangelegenheden werd beperkt. De jezuïetenorde werd in vele landen verboden en uiteindelijk zelf (tijdelijk) opgeheven. Het verst gingen de maatregelen van de keizer-koster Jozef II, die in de Oostenrijkse Nederlanden op verzet van de clerus stuitten.
De daaropvolgende Franse Revolutie deed de invloed van de Kerk in Frankrijk en de landen onder Franse invloed sterk verminderen.
In de loop van de 19e eeuw kreeg de godsdienst weer meer invloed op het openbare leven. In sommige katholieke landen kreeg de Kerk weer wat meer bewegingsvrijheid, als gevolg van de Restauratie en door het invoeren van grondwetten die de godsdienstvrijheid garandeerden. Kloosters die tijdens de Franse Revolutie manu militari ontruimd en verkocht waren, konden onder moeilijke omstandigheden heropgebouwd worden. Rond die tijd ontstonden ook nieuwe kerkelijke initiatieven (nieuwe kloosters, religieuze congregaties, scholen, liefdadigheidsinstellingen) met een hernieuwde impact op de samenleving. Dit ging gepaard met een afwijzing door de Kerk van het socialisme en het liberalisme. De vrijmetselarij en een deel van de liberale burgerij verzetten zich tegen de Kerk en trachtten haar invloed in het onderwijs te verminderen (cf. de schoolstrijd in Nederland en België). De opkomende socialistische arbeidersbeweging was eveneens fel antiklerikaal.
De meeste katholieke landen hebben min of meer belangrijke vormen van antiklerikalisme gekend, zowel in Europa als in Latijns-Amerika. Er zijn uitzonderingen als Ierland en Polen, waar het katholicisme als een vorm van nationale identiteit werd beschouwd tegen een vreemde onderdrukker en de antiklerikale reflex veel geringer is geweest.
Ook in overwegend protestantse landen waren er pogingen om de kerkelijke invloed terug te dringen: in het bijzonder de schoolstrijd in Nederland en de Kulturkampf in Duitsland.
De meeste westerse landen zijn tegenwoordig zozeer geseculariseerd, dat uitgesproken en openlijk antiklerikalisme er niet zo vaak meer voorkomt.

### Frankrijk

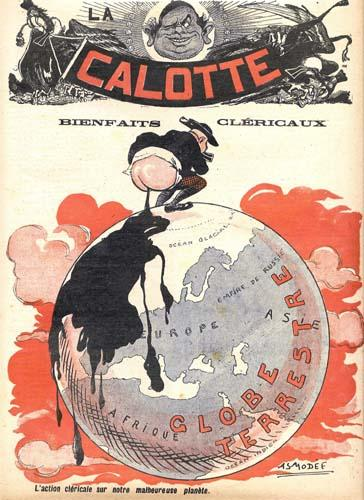
"De klerikale actie op onze ongelukkige planeet“, antiklerikale illustratie uit de Franse krant La Calotte (1908)

Veel leiders in de Franse Revolutie keerden zich tegen de macht van de Kerk. Kerkgoederen werden geconfisqueerd, en bisschoppen kwamen in overheidsdienst te staan. Een van de meest extreme vormen van antiklerikalisme vinden we terug in het gedachtegoed van Maximilien de Robespierre, die de katholieke godsdienst poogde te vervangen door de deïstische cultus van het Opperwezen met geweld op te leggen (ontkerstening tijdens de Terreur).
Tijdens de reactie op de Franse Revolutie (Restauratie) keerde de invloed van de Kerk op het openbare leven weer terug. In 1905 werd dit opnieuw teruggedraaid en werd er een zeer sterke scheiding tussen Kerk en staat ingevoerd, vaak tegen de zin van het Franse volk dat de Kerk verdedigde tegen confiscatie.

### België
In België was de krant Het Laatste Nieuws, die in juni 1888 door Julius Hoste was opgericht, een spreekbuis van het radicaal antiklerikalisme.

### Mexico
In 1856 liet Miguel Lerdo de Tejada met de Ley Lerdo alle kerkelijke goederen confisqueren. Een jaar later werd in de grondwet van 1857 de scheiding tussen Kerk en staat uitgeroepen. Conservatieven kwamen tegen al deze wetten in opstand, en een driejarige burgeroorlog brak uit, die gewonnen werd door de liberalen. Tijdens deze oorlog, in 1860, liet de liberale regering de vrijheid van godsdienst erkennen.
De grondwet van 1917 ging nog verder. Kloosterorden werden verboden, evenals openbare geloofsbeleving buiten de Kerk, en religieus onderwijs. Artikel 130 van deze grondwet ontzegt priesters het recht zich verkiesbaar te stellen voor een politiek ambt; daarnaast is steun van de Kerk aan politieke partijen verboden. Tegen deze grondwet kwamen in de jaren twintig de Cristero's in opstand. Velen van hen, voornamelijk priesters, werden door regeringstroepen gedood. 'Het geschonden geweten' (1940), het magnum opus van Graham Greene, gecentreerd rondom een overlevende Cristero, handelt over de nasleep van deze cristero-oorlog. De antiklerikale grondwet van 1917 is nog steeds van kracht, maar niet alle antiklerikale artikelen worden nog nageleefd.

### Spanje
De Tweede Spaanse Republiek nam vanaf haar vestiging in 1931 een sterk antiklerikale houding aan. In grondwet en wetten werd de Katholieke Kerk teruggedrongen tot de particuliere sfeer, waar zij tot dan toe het publieke domein had overheerst.
Onder de regering van het Volksfront werd de Katholieke Kerk nog verder teruggedrongen. Kerken, kloosters, priesters en religieuzen werden aangevallen zonder dat de overheid effectief ingreep. Zo werd de Spaanse Burgeroorlog niet alleen een strijd van rechts tegen links, van autoritair leiderschap tegen democratie, maar ook van katholiek klerikalisme tegen antiklerikalisme.

### Invloed van de vrijmetselarij
De vrijmetselarij wordt, in het bijzonder door de Katholieke Kerk, van oudsher gezien als een belangrijke bron van antiklerikalisme.

## Antiklerikalisme tegen de politieke islam

### Turkije
Na zijn machtsovername schafte Kemal Atatürk het 1300 jaar oude kalifaat, waarin wereldlijke en religieuze macht gecombineerd werden, af. De islamitische wetgeving werd afgeschaft. Hij verving de islamitische kalender voor de gregoriaanse kalender, de traditionele Arabische cijfers voor de moderne Arabische cijfers en het Arabisch schrift voor het Latijns schrift. Ook zorgde hij ervoor dat vrouwen in Turkije niet langer verplicht werden om een sluier of hoofddoek te dragen volgens islamitisch voorschrift. Voor imams werd het verboden om hun islamitische kledij buiten de moskee te dragen.

## Antiklerikalisme in het communisme

### Albanië
De communistische dictator Enver Hoxha ging het verst in zijn antiklerikalisme door religie te verbieden. Hierdoor was het communistische Albanië het enige land in de geschiedenis waar religie volledig verboden was. Alle religieuze gebouwen werden geconfisqueerd en vervolgens vernietigd of omgebouwd. Religieuze voorwerpen en boeken waren verboden en ouders mochten hun kinderen geen religieuze namen geven.

## Staatsatheïsme
Een radicale vorm van antiklerikalisme zoals die in Albanië voorkwam, wordt staatsatheïsme genoemd en werd in enigerlei vorm ook gevonden in de Sovjet-Unie en het Oostblok. Hier was religie weliswaar toegestaan, maar religieuze organisaties werden vaak wel vervolgd. Nog altijd bestaat in Vietnam, Noord-Korea en Laos een vorm van staatsatheïsme. In China wordt vooral de ondergrondse Katholieke Kerk (die aan Rome is trouw gebleven) nog altijd vervolgd en benadeeld ten voordele van de door het regime erkende Chinees-katholieke staatskerk.